# Crisis judicial de Malasia de 1988

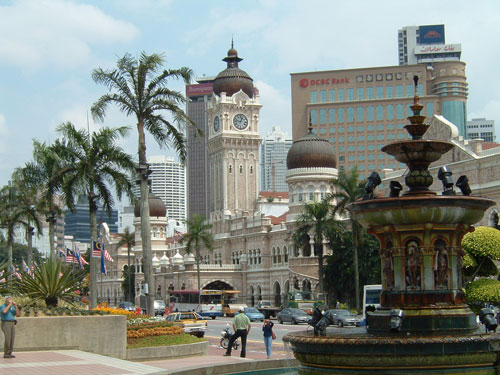
El edificio Sultán Abdul Samad era la sede de la Corte Suprema en el momento de la crisis constitucional malaya de 1988.

La crisis judicial de Malasia de 1988, denominada informalmente por la oposición malasia como El Judicidio, es como se conoce a la remoción arbitraria de Tun Salleh Abas del cargo de Presidente de la Corte Suprema Federal de Malasia el 8 de agosto de 1988 durante una disputa política con el primer ministro Mahathir Mohamad iniciada en mayo. Varios analistas consideran el despido de Salleh Abas y de otros dos jueces de la Corte Suprema como el final de la independencia judicial en Malasia, y las acciones de Mahathir fueron condenadas internacionalmente.
En realidad, el deterioro de la independencia judicial a lo largo de ese año se trató de una serie de eventos que comenzaron con las elecciones primarias indirectas del partido gobernante Organización Nacional de los Malayos Unidos (UMNO) en 1987 y terminaron con la suspensión y eventual remoción de Salleh Abas de su cargo. En los años previos a 1988, la Corte Suprema había empezado a mostrarse cada vez más independiente de las otras ramas del gobierno. Las cosas llegaron a un punto crítico cuando Mahathir, quien creía en la supremacía de las ramas ejecutiva y legislativa, se convirtió en primer ministro.
Desde lo sucedido, ha habido llamadas regulares para una revisión oficial de las acciones del gobierno durante la crisis. Veinte años después, en 2008, el nuevo Ministro de Derecho, Zaid Ibrahim, condenó la crisis de 1988 y afirmó que el gobierno debía pedir una disculpa pública a los jueces despedidos, calificando las acciones del gobierno de Mahathir como "inapropiadas". No mucho después, el primer ministro Abdullah Ahmad Badawi, llamó a esos sucesos una crisis de la que el país nunca se había recuperado, y anunció una indemnización para los jueces despedidos y suspendidos.

## Inicios
En abril de 1987, la Organización Nacional de los Malayos Unidos (UMNO), el partido líder en la coalición gobernante Barisan Nasional, celebró elecciones primarias para sus numerosos cargos. Por primera vez en doce años, el presidente en funciones, Mahathir Mohamad, fue desafiado. Tengku Razaleigh Hamzah fue el candidato del "Equipo B" para la Presidencia, enfrentándose a Mahathir, cuyo grupo fue etiquetado como "Equipo A". Hubo una intensa campaña para ganar el apoyo de los aproximadamente 1.500 delegados de las ramas del partido en todo el país, que elegirían a los cargos de la UMNO. Los partidarios de Razaleigh esperaban que ganara, y en la Asamblea General de la UMNO poco después de que se completara el recuento de votos, corrieron rumores de que Razaleigh tenía la ventaja. Sin embargo, los resultados oficiales declararon a Mahathir el ganador, con 761 votos para el 718 de Razaleigh. El candidato del Equipo A para el vicepresidente, Ghafar Baba, también derrotó a Musa Hitam del Equipo B, y 16 de los 25 asientos del Consejo Supremo de la UMNO también fueron para el Equipo A.
Los partidarios de Razaleigh estaban molestos por las elecciones, e insistieron en que debían haber sido manipuladas. Su enojo fue exacerbado por Mahathir, quien purgó a todos los miembros del Equipo B del Gabinete. Como resultado, doce miembros de UMNO presentaron una demanda en el Tribunal Superior, en busca de una orden judicial para anular los resultados de las elecciones y allanar el camino para nuevas primarias. Los demandantes alegaron que setenta y ocho de los delegados habían sido seleccionados por sucursales no registradas en el Registro de Sociedades, y como resultado no eran elegibles para votar. También alegaron que ciertos documentos relacionados con la elección habían sido "manipulados". Aunque Razaleigh no estaba entre los doce demandantes, se creía que financiaba y coordinaba la demanda.
Más tarde, uno de los doce se retiró del caso, pero los once restantes continuaron presionando. Finalmente, el Tribunal Superior les dio a las partes un plazo de dos semanas para llegar a un acuerdo extrajudicial. Se formó un "Panel de Unidad" de UMNO para manejar las negociaciones y alcanzar un compromiso. Sin embargo, pronto quedó claro que las diferencias eran insolubles: el Equipo B se conformaría con no menos de una nueva elección, mientras que el Equipo A insistió en que se retirara la demanda y se llegara a una solución que permitiera a algunos miembros del Equipo B para permanecer en el partido. Al final, los once demandantes declararon que buscarían una decisión judicial.
Esto no complació a Mahathir, quien se había enfrentado en varias ocasiones anteriores con el Poder Judicial, que desde mediados de la década de 1980 había comenzado a mostrar una creciente independencia. En un caso, una orden del gobierno que revocó los permisos de trabajo de dos periodistas extranjeros que criticaban al gobierno había sido suspendida por el Tribunal Supremo. Mahathir comenzó a lanzar ataques acalorados contra la judicatura y le dijo a Time en una ocasión: "El poder judicial dice: 'Aunque usted aprobó una ley con cierta cosa en mente, creemos que su mente está equivocada y queremos dar nuestra interpretación'. Si no estamos de acuerdo, los tribunales dirán: "Interpretaremos su desacuerdo". Si nosotros [el gobierno y el Parlamento] aceptamos, vamos a perder nuestro poder legislativo". Mahathir también arremetió contra "ovejas negras [jueces]... que quieren ser... ferozmente independientes", acusándolas de jugar ante la opinión pública. Inmediatamente después de esta última declaración, el gobierno reasignó a varios jueces del Tribunal Superior a diferentes divisiones, incluido el juez Harun Hashim, que estaba escuchando el caso UMNO. Sin embargo, como el último caso ya estaba en progreso, la transferencia de Harun no tendrá efecto hasta que se cerrara el caso.
Por lo tanto, Harun se vio obligado a hacer la llamada final sobre el caso del "UMNO 11". Aunque la mayoría de las pruebas que presentaron no fueron impugnadas, la defensa de la UMNO argumentó que no se habían agotado todos los recursos posibles dentro de la UMNO. Los demandantes, sin embargo, insistieron en que el hecho de que al menos 30 sucursales no registradas hayan enviado delegados a las elecciones de la UMNO debería haber sido suficiente para anular sus resultados. Al final, Harun desestimó la demanda, citando el Artículo 41 de la Ley de Sociedades de 1966, que establecía que cualquier sociedad se volvería automáticamente "ilegal" si alguna de sus sucursales no estuviese registrada en el Registro de Sociedades. Como resultado, Harun declaró que no tenía más remedio que declarar a la UMNO como "una sociedad ilegal", por lo que "lo sucedió en 1987 fue una nulidad". Harun declaró que su decisión era "En principio para el cumplimiento de la ley común, pero aquí parece que el Parlamento, para garantizar el estricto cumplimiento de la ley, ha hecho que esta disposición parezca dura".
Tan pronto como la decisión se hizo pública, Mahathir aseguró a los miembros de UMNO que, como la decisión se basaba en "tecnicismos" menores, el partido podría restaurarse fácilmente como una sociedad legal. También le recordó al público que esto no amenazaba su condición de primer ministro, ya que solo una moción de censura podría legalmente sacarlo del poder. Dentro de una quincena de la decisión de Harun, Mahathir anunció el registro de UMNO Baru (Nueva UMNO). El liderazgo de UMNO Baru estuvo compuesto casi en su totalidad por miembros del Equipo A, quienes pasaron los siguientes meses transfiriendo los activos de la "antigua" UMNO a UMNO Baru. Los once miembros demandantes del Equipo B persiguieron su caso ante la corte más alta de la nación, la Corte Suprema, que aún buscaba realizar nuevas elecciones para la "antigua" UMNO y que se restablezciera su estatus legal. Sin embargo, su apelación fue rechazada.  Razaleigh luego decidió formar un nuevo partido centrado en el "espíritu de 1946", el año en que se fundó la UMNO. UMNO Baru a su vez decidió que el "Baru" era superfluo, y oficialmente lo descartó de su nombre, en efecto afirmando ser el verdadero sucesor de UMNO en lugar del partido de Razaleigh, que en algún momento se llamaría Semangat 46 (Espíritu del 46).

## Enmiendas constitucionales
El "Caso 11 UMNO" fue el último de una larga lista de enfrentamientos entre Mohamad y un Poder Judicial cada vez más independiente, que había ordenado varias veces la liberación de detenidos sin juicio y fallado a favor de enjuiciados políticos, para disgusto del gobierno. El caso de los dos periodistas mencionados anteriormente había comenzado cuando John Berthelsen y Raphael Pura escribieron una serie de artículos sobre transacciones financieras de dudosa naturaleza ética y legal llevadas a cabo por funcionarios del gobierno. El Asian Wall Street Journal, que los publicó, fue inmediatamente expulsado del país, y Mahathir, en su calidad de Ministro del Interior, revocó los permisos de trabajo de Berthelsen y Pura. Sin embargo, la Corte Suprema anuló la cancelación del permiso de trabajo de Berthelsen porque no se le había dado la oportunidad de responder a los cargos del gobierno. Como resultado, la prohibición del Asian Wall Street Journal también fue levantada. En un caso diferente, el Tribunal Supremo utilizó su poder de revisión judicial y anuló las enmiendas al Código de Procedimiento Penal que le dio al fiscal general la facultad de iniciar un proceso penal en el Tribunal Superior sin acudir primero a un Tribunal de Primera Instancia. Después de la Operación Lalang en 1987, donde el gobierno detuvo a varios disidentes políticos sin juicio bajo la Ley de Seguridad Interna (ISA), el Tribunal Supremo le otorgó la aplicación de Karpal Singh para ser liberado debido a tecnicismos en la forma en que había sido detenido.
Tras este último caso Mahathir, que creía firmemente en la supremacía de los poderes ejecutivo y legislativo, presentó varias enmiendas constitucionales al Parlamento, despojando a los tribunales del "poder judicial de la Federación" y otorgándoles solo los poderes judiciales que el Parlamento podría otorgarles. Al justificar las enmiendas, Mahathir declaró: "...los tribunales han decidido que al hacer cumplir la ley están obligados a hacerlo por sus interpretaciones y no por las razones por las cuales el Parlamento formuló estas leyes... últimamente la judicatura había considerado apropiado tocar asuntos que anteriormente se consideraban únicamente dentro de la jurisdicción del ejecutivo". Las acciones de Mohamad fueron vistas como el fin de la independencia judicial en Malasia y fueron condenadas internacionalmente.
El señor presidente de la Corte Suprema, Tun Salleh Abas, fue presionado por sus camaradas para responder ante las acciones del gobierno. Salleh decidió convocar a una reunión de los veinte jueces de los Tribunales Supremos y Altos en la capital de Kuala Lumpur. En la reunión, acordaron no responder públicamente a las críticas de Mahathir. En cambio, escribieron una carta confidencial al Yang di-Pertuan Agong (Rey) y los gobernantes malayos, expresando sus agravios. La carta propuesta, que fue aprobada por unanimidad, fue escrita por Salleh Abas. La carta manifestaba la decepción de los jueces "con los diversos comentarios y acusaciones formuladas por el Honorable Primer Ministro contra el poder judicial", pero no exigía que se tomaran medidas específicas, sino que terminaba con una expresión de "esperanza de que todas esas acusaciones infundadas serán detenidas".

## Despido de Salleh Abas
En 1988, Tun Salleh Abas fue llevado ante un tribunal convocado por el entonces primer ministro Dr. Mahathir Mohammad por mala conducta. El tribunal fue presidido por Tun Hamid Omar. En respuesta al tribunal, Tun Salleh Abas presentó una demanda en el Tribunal Superior de Kuala Lumpur para impugnar la constitucionalidad del tribunal. Mientras procedía con la demanda, Tun Salleh Abas solicitó una suspensión provisional contra el tribunal hasta el 4 de julio de 1988. La solicitud fue denegada.
Más tarde, sin embargo, cinco jueces de la Corte Suprema se reunieron y otorgaron a Tun Salleh Abas una orden interlocutoria contra el tribunal. Al recibir la orden, los abogados de Tun Salleh Abas se dirigen al Parlamento para presentar al presidente del tribunal la orden interlocutoria. Sin embargo, la puerta que conducía al Parlamento estaba cerrada y el representante de Tun Salleh Abas tuvo que llamar a la policía para garantizarle el paso al Parlamento. Finalmente, la orden fue presentada al presidente del tribunal.
Poco después, los cinco jueces fueron suspendidos. Los jueces fueron Tan Sri Azmi Kamaruddin, Tan Sri Eusoffe Abdoolcader, Tan Sri Wan Hamzah Mohamed Salleh, Tan Sri Wan Suleiman Pawanteh y Datuk George Seah. Esto efectivamente suspendió el Tribunal Supremo. Con la Corte Suprema suspendida, el desafío a la legalidad del tribunal no pudo ser escuchado. El tribunal luego removió a Tun Salleh Abas de su cargo. Tan Sri Wan Sulaiman y Datuk George Seah también fueron destituidos. Los otros tres jueces fueron reintegrados más tarde.
El despido irregular de Tun Salleh Abas llevó al Consejo del Colegio de Abogados de Malasia a negarse a reconocer al nuevo Lord Presidente. Al mismo tiempo, se enmendó al Constitución Federal y se retiró al Tribunal Supremo el poder judicial.

## Legado
Uno de los principales críticos de las acciones de Mahathir es el primer Primer ministro de Malasia, Tunku Abdul Rahman. En un artículo de The New York Times, se dijo que estaba "disgustado" por las acciones. Sin embargo, sus puntos de vista fueron criticados por el entonces ministro de Educación, Anwar Ibrahim, quien afirmó que el Tunku era "un gran anciano que ha hecho su parte".
Los partidarios de Mahathir insistieron en que había liberado a la judicatura malaya de una mentalidad colonial. El despido de varios jueces se justificó por las afirmaciones de que estos jueces habían estado abusando de los fondos públicos para sus gastos personales, como la compra de muebles de lujo de Italia. También se afirmó que los despidos habían eliminado la madera muerta y mejorado la eficiencia en los tribunales, como lo demuestra una reducción en su retraso.

## Otras referencias
- Datuk George Seah (2004). "The hidden story" Archivado el 4 de enero de 2006 en Wayback Machine.. Aliran. Consultado el 30 de diciembre de 2005
- Datuk George Seah (2004). "Something's brewing In KL" Archivado el 4 de enero de 2006 en Wayback Machine.. Aliran. RConsultado el 30 de diciembre de 2005
- Datuk George Seah (2004). "Drama in the capital" Archivado el 19 de diciembre de 2005 en Wayback Machine.. Aliran. Consultado el 30 de diciembre de 2005
- Datuk George Seah (2004). "The suspension of the Supreme Court" Archivado el 4 de enero de 2006 en Wayback Machine.. Aliran. Consultado el 30 de diciembre de 2005
- Datuk George Seah (2004). "Colonels judging the generals?" Archivado el 4 de enero de 2006 en Wayback Machine.. Aliran. Consultado el 30 de diciembre de 2005

- Datos: Q4584527